# کیت فهی
کیت فهی (انگلیسی: Keith Fahey؛ زادهٔ ۱۵ ژانویهٔ ۱۹۸۳) فوتبالیست اهل جمهوری ایرلند است.
از باشگاه‌هایی که در آن بازی کرده‌است می‌توان به باشگاه فوتبال استون ویلا، باشگاه فوتبال بیرمنگام سیتی، باشگاه فوتبال آرسنال، باشگاه فوتبال شامروک روورز،اشاره کرد.
وی همچنین در تیم‌های ملی فوتبال ایرلند و زیر ۱۶، ۱۷، ۲۰ جمهوری ایرلند بازی کرده‌است.